# Долиновка (Самарская область)
Долиновка — деревня в Кошкинском районе Самарской области. Входит в сельское поселение Большая Романовка.
Основана как немецкая колония в 1864 году.

## Физико-географическая характеристика
Деревня расположена в Заволжье, на правом берегу реки Кондурча. Рельеф холмисто-равнинный. Распространены слабокислые и нейтральные пойменные почвы и чернозёмы.
По автомобильным дорогам расстояние до районного центра села Кошки составляет 5 км, до областного центра города Самара — 150 км.

## История
Основана как немецкая колония в 1864 году. Основатели — фабричные рабочие из Польши и выходцы из Причерноморья. Деревня относилась к лютеранскому приходу Самара. Часть жителей составляли католики и баптисты. Входило в состав Констатиновского колонистского округа, позднее Константиновской волости Самарского уезда Самарской губернии.
В советский период в составе Кошкинского района Самарской (Куйбышевской) области. В 1926 году в деревне имелись начальная школа, сельсовет.
В декабре 1941 года немецкое население было депортировано.

## Население
| 1881 | 1889 | 1897 | 1910 | 1926 | 1930 | 2010 |
| ---- | ---- | ---- | ---- | ---- | ---- | ---- |
| 173  | ↗208 | ↗247 | ↘163 | ↗335 | ↘296 | ↘130 |

Национальный состав
В 1926 годы немцы составляли свыше 74 % населения деревни.